# Berre Bergen
Robert (Berre) Bergen (Diest, 24 november 1962 – Herentals, 7 februari 2016) was een Belgische bassist.

## Levensloop
Bergen maakte deel uit van The Scabs die hij ruilde voor De Kreuners. Die laatste verliet hij om in zijn eigen band Lynx frontman te zijn. Vanwege een spierziekte werd hij bij De Kreuners vervangen door Axl Peleman. Naast bassist was Bergen ook producer. Daarnaast was hij de schrijver van Basket Sloefkes ('98) van Sam Gooris.
Bergen was getrouwd met zangeres-danseres Larissa Ceulemans (Def Dames Dope).
Hij werd op vrijdagavond 5 februari 2016 met spoed in het ziekenhuis opgenomen en overleed twee dagen later op 53-jarige leeftijd aan longemfyseem.

## Discografie
Beknopte discografie:

### Albums
- The Scabs
  - Here's to you, Gang (1983)
  - For all the wolf calls (1984)
  - Rockery (1986)
  - Skintight (1988)
- Lynx
  - Lynx (1993)

### Singles
- The Scabs
  - Matchbox Car ('83)
  - No Pay Today ('83)
  - Lazy Girls ('84)
  - Live Your Life ('84)
  - The One & Only ('84)
  - Stay ('86)
  - The Pimp ('87)
  - Better Off Without Me ('88)
  - Credit Cards ('88)
  - Crystal Eyes ('88)
  - Halfway Home ('88)
  - Honey, Are You Sataisfied ('88)
  - Let's Have A Party ('88)
  - Money Making ('88)
  - Roll 'em Over ('88)
  - Rollercoaster ('88)
  - Telephone Line ('88)
- De Kreuners
  - Verliefd op Chris Lomme ('89)
  - Door Jou ('90)
  - Ik leef ('90)
  - Ik wil je ('90)
  - Maak me wakker ('90)
  - Op zoek ('90)
  - Radio ('90)
  - Toch ga ik weg ('90)
  - Zo jong ('90)
  - Help me door de nacht ('91)
  - De hemel nooit beloofd ('92)
  - Hetzelfde lied ('92)
  - Ik ben bij jou ('92)
  - Uit de bocht ('95)
  - Stapelgek ('98)
  - Viktoria ('98)
  - We kleuren de nacht ('98)
  - Geen zonde van de tijd (2003)
  - Ja! (2003)
  - Verlegen (2003)
  - Zo jong (live) (2012)
- Sam Gooris
  - Basket sloefkes ('98)
- Walter Grootaers
  - Een brief voor kerstmis (met De Bewoners, 2000)
  - Gedachten zijn vrij (met Peter Vanlaet, 2001)
- Guus Meeuwis
  - Ik wil je (2002)
- De Kreuners
  - Verlegen (met Frank Vander linden, 2003)
  - Zo jong (2012)
- Brabançonne Cast
  - Winkelmeisjesmedley (2014)
- Yves Segers
  - Zing maar mee medley (2015)